# NGC 3993
NGC 3993 (również PGC 37619 lub UGC 6935) – galaktyka spiralna (Sb), znajdująca się w gwiazdozbiorze Lwa. Odkrył ją William Herschel 6 kwietnia 1785 roku.